# Baas (Beruf)
Ein Baas (auch Bas) ist ein aus dem Niederdeutschen stammender Ausdruck für Vermittler, Prinzipal und Meister, der auch heute noch im Niederländischen gebräuchlich ist. Er wird in der Seemanns- und Shanty-Sprache für einzelne Seemannsberufe verwendet.
Auf dem Seeweg gelangte das Wort nach Amerika, wo es schließlich zu Boss wurde.
Ein Heuerbaas war ein Arbeitsvermittler, der, vom Kapitän beauftragt, die Mannschaft für ein Schiff gegen Gebühr anmusterte. Für den Seemann, der oft auf ihn angewiesen war, galt er als der Prototyp eines Wucherers und Betrügers: „Vampyr-Heuerbase mit ihrem ganzen Schmarotzer-Anhang von Schlafbasen“. Das Heuerbaaswesen wurde Anfang des 20. Jahrhunderts gesetzlich abgeschafft. Eine literarische Beschreibung eines Heuerbaas liefert Gorch Fock in seinen Erzählungen Nach dem Sturm.
Die Abschaffung der Heuerbaasen war eine zentrale Forderung im Hamburger Hafenarbeiterstreik 1896/97.
Der Schlafbaas (auch Pennebaas) vermittelte Schlafstellen an Land. Dieser war häufig auch gleichzeitig ein Heuerbaas. Als Zimmerbaas (auch Timmerbaas) wird ein Schiffszimmermeister bezeichnet.
Im Rheinland, insbesondere am Niederrhein, ist der Baas ebenfalls bekannt. Als Liewwerbaas kennt man dort den Liefermeister im Verlagsmanufakturwesen. In den traditionellen Brauhäusern am Niederrhein hat der Baas die Oberaufsicht über den Ausschank, den Zappes und die Köbesse, oder bezeichnet den Wirt oder den Braumeister selbst. Auch der Vorsitzende des Heimatvereins Düsseldorfer Jonges wird Baas genannt.